# Biển Tyrrhenum
Biển Tyrrhenum (tiếng Latinh: Mare Tyrrhenum; tiếng Ý: Mar Tirreno; tiếng Anh: Tyrrhenian Sea; phiên âm tiếng Việt: Ti-rê-nê) là một phần của Địa Trung Hải ở ngoài bờ phía tây của Ý.

## Địa lý
Biển này giáp ranh với đảo Corse và đảo Sardinia ở phía tây, vùng Toscana, Lazio, Campania và Calabria ở phía đông, và đảo Sicilia ở phía nam.
Chiều sâu tối đa của biển này là 3.785 m.
Biển Tyrrhenum nằm gần phay Âu-Phi; do đó các dãy núi và núi lửa đang hoạt động (núi Marsilii) nằm ở lòng biển này. Tám đảo của quần đảo Eolie nằm ở phần phía nam của biển này và phía bắc đảo Sicilia. Vùng biển này có gió mistral từ thung lũng sông Rhône, gió Libeccio từ phía tây nam, gió Scirocco và gió Ostro từ phía nam thổi vào.

### Lối ra
Có 5 lối ra từ biển Tyrrhenum:
- Eo biển Messina giữa Sicilia và Calabria ở mũi đất cuối của Ý, rộng 3 km.
- Biển Ligure cũng gọi là Kênh Corse giữa Toscana và Corse, rộng khoảng 80 km.
- Eo biển Bonifacio giữa Corse và Sardinia, rộng 11 km.
- Kênh Sardinia giữa Sardinia và Tunisia, rộng khoảng 200 km.
- Eo biển Sicilia giữa Tunisia và Sicilia, rộng khoảng 160 km.

### Lưu vực
Biển Tyrrhenum chia thành 2 lưu vực, lưu vực Vavilov và lưu vực Marsili. Hai lưu vực này ngăn cách nhau bởi đường sống ngầm dưới đáy biển gọi là cầu Issel, theo tên nhà địa chất học người Ý Arturo Issel.

## Tên gọi
Tên của biển này phái sinh từ tên tiếng Hy Lạp của người Etruscan, được cho là đã di cư từ vương quốc Lydia (ở Tiểu Á thời cổ) tới vùng này và do hoàng tử Tyrrhenus dẫn dắt. Người Etruscan đã định cư dọc bờ biển của vùng Toscana ngày nay.

## Cảng
Các cảng chính ở biển Tyrrhenum ở Ý là: Napoli, Palermo, Civitavecchia (Roma), Salerno, Trapani và Gioia Tauro. ở Pháp cảng quan trọng nhất là Bastia.

## Gió
Theo thần thoại Hy Lạp, vách đá trên biển Tyrrhenum là nơi cư ngụ của thần gió Aeolus. Gió ở đây là gió mixtran từ thung lũng Rhône.

## Bộ sưu tập ảnh

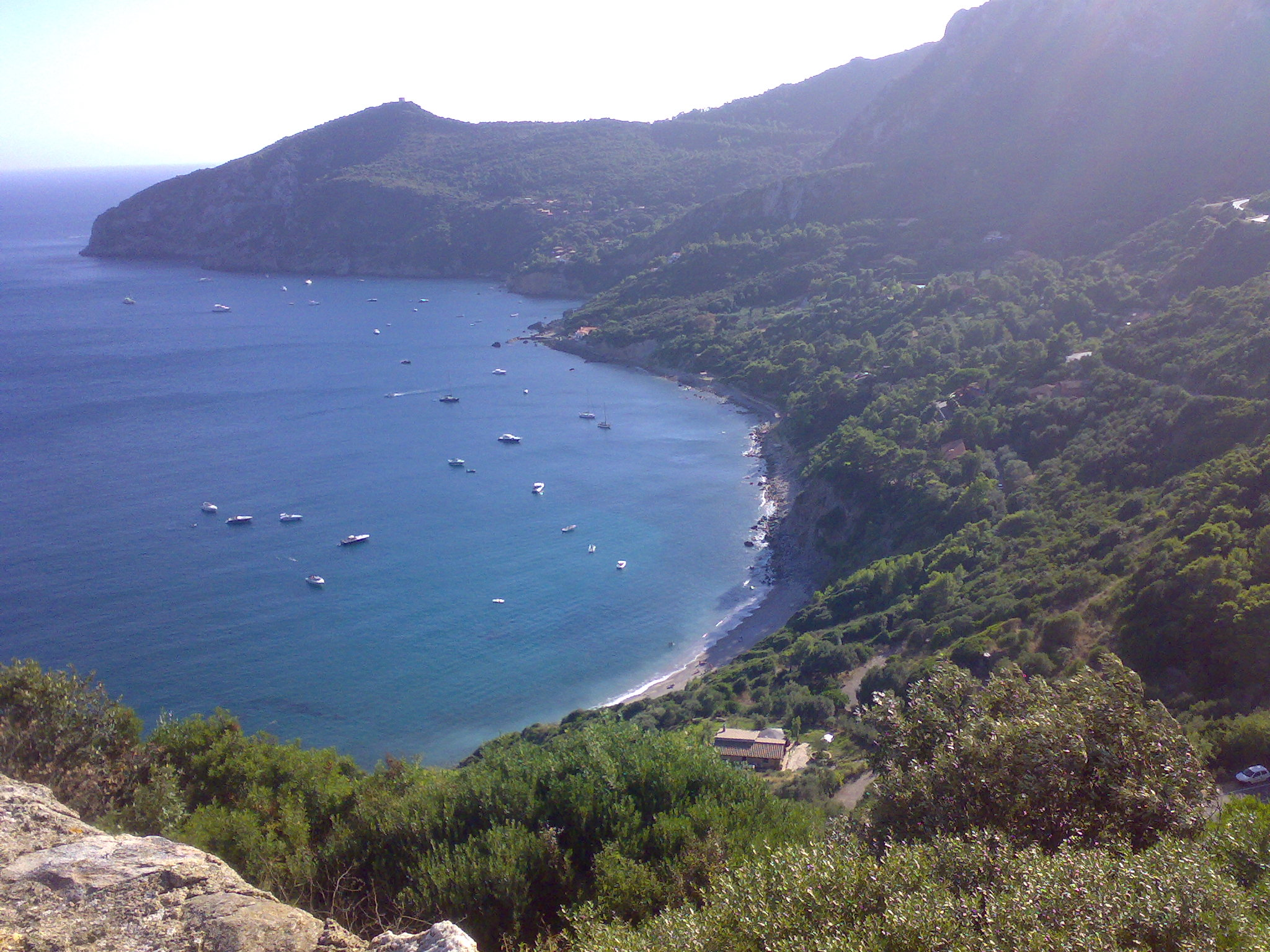
Núi Argentario
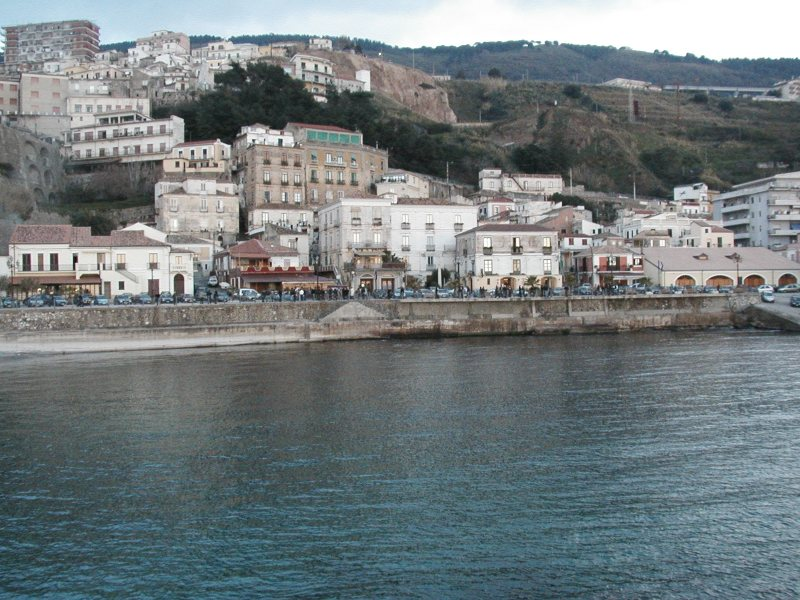
Pizzo
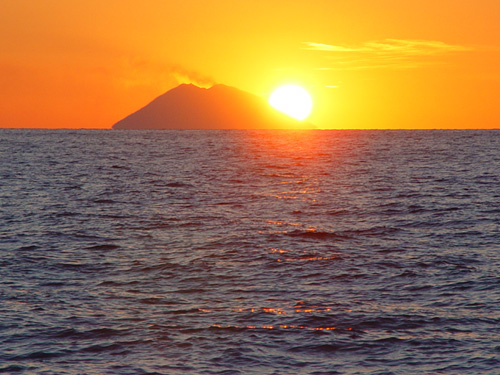
Zambrone
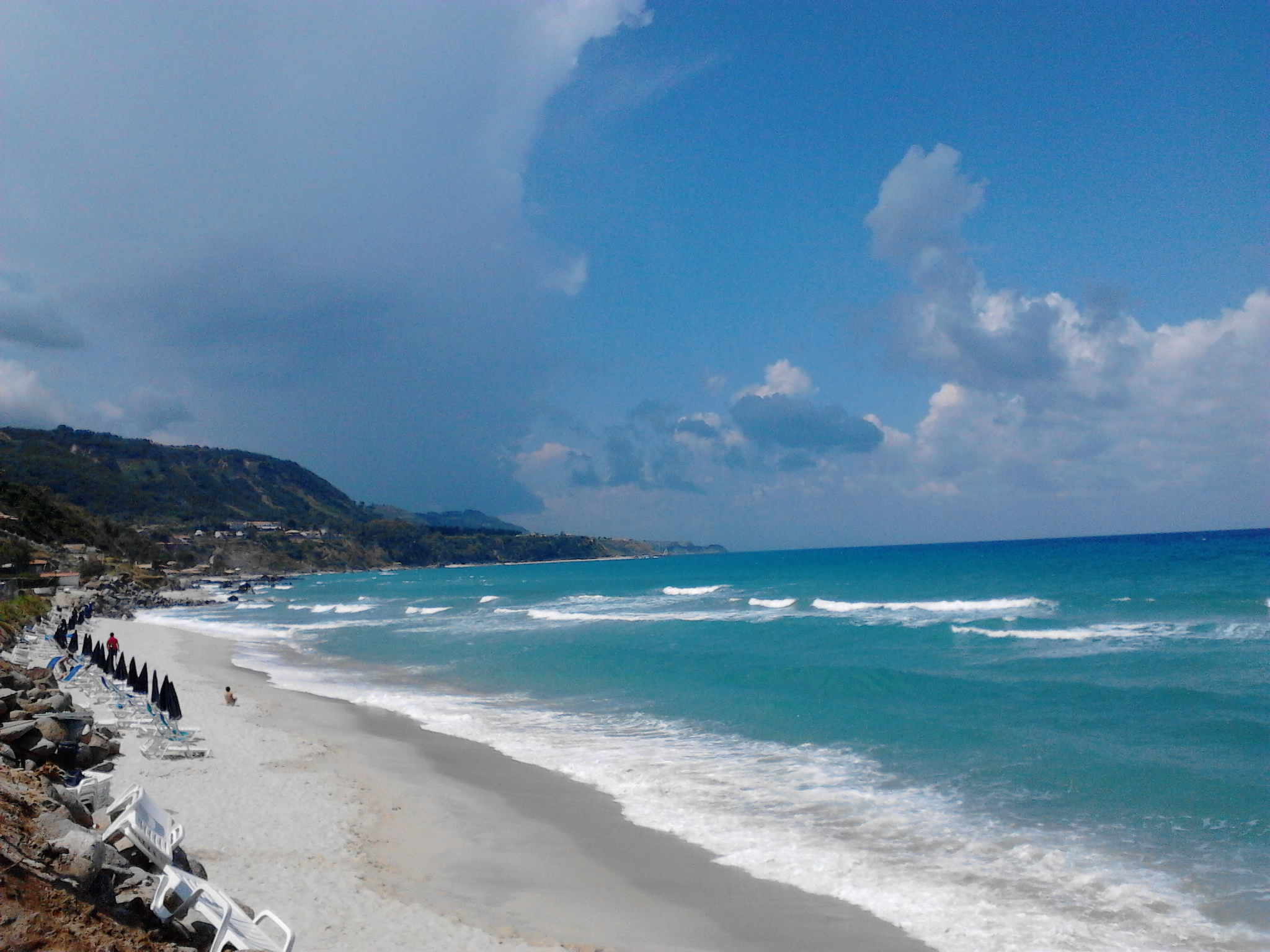
Parghelia
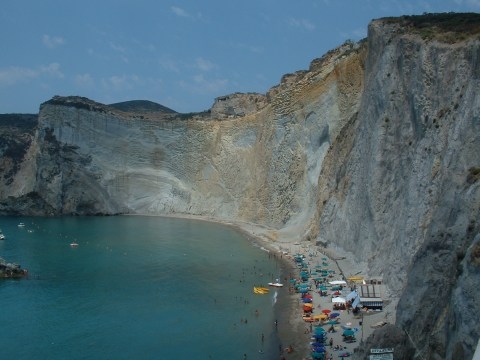
Ponza
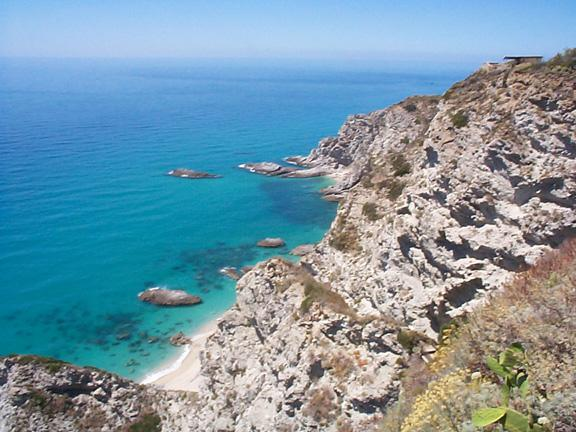
Capo Vaticano
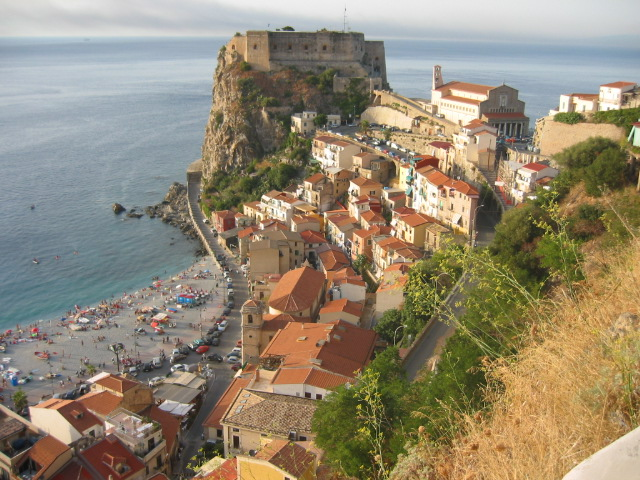
Scilla
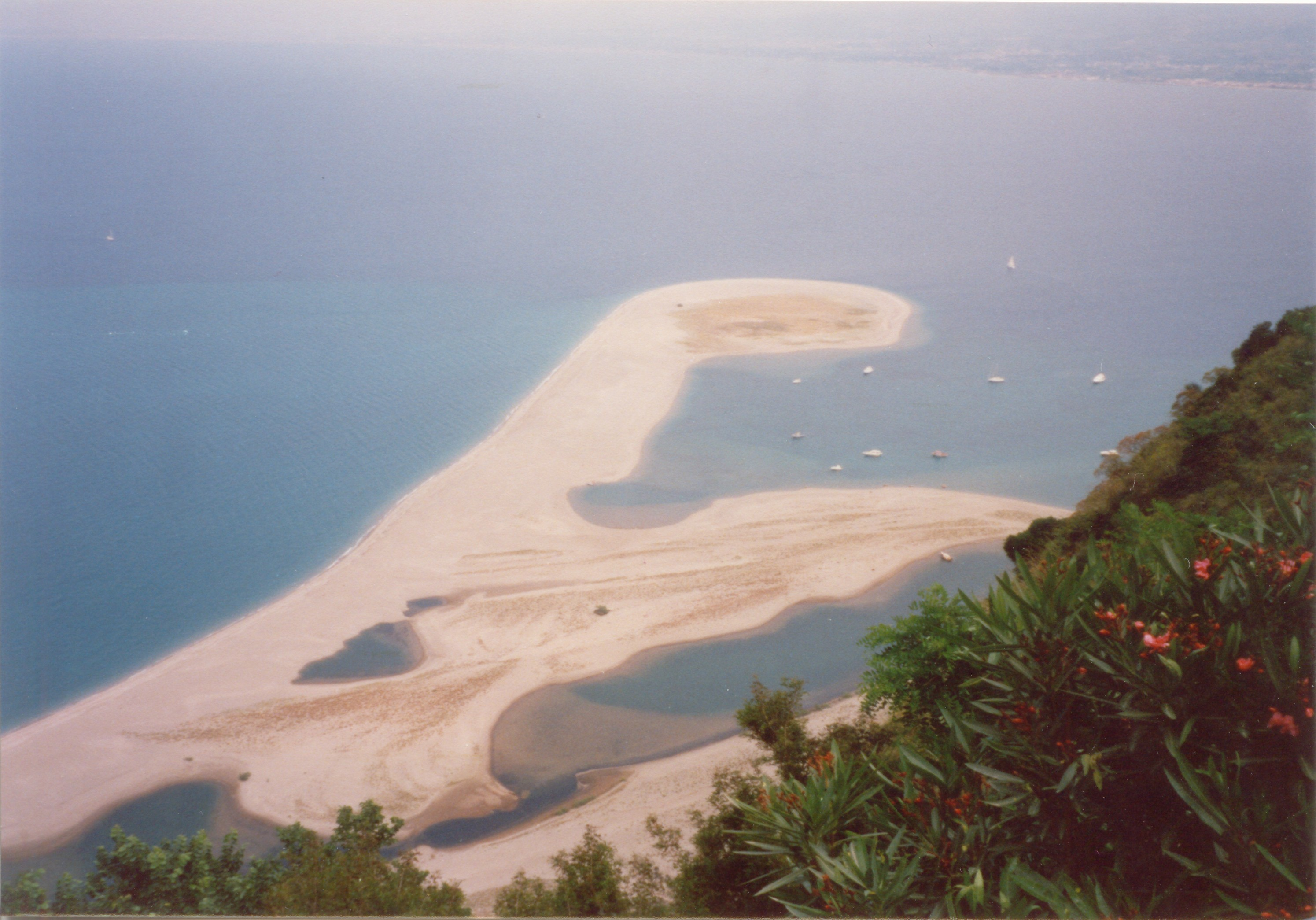
Tindari
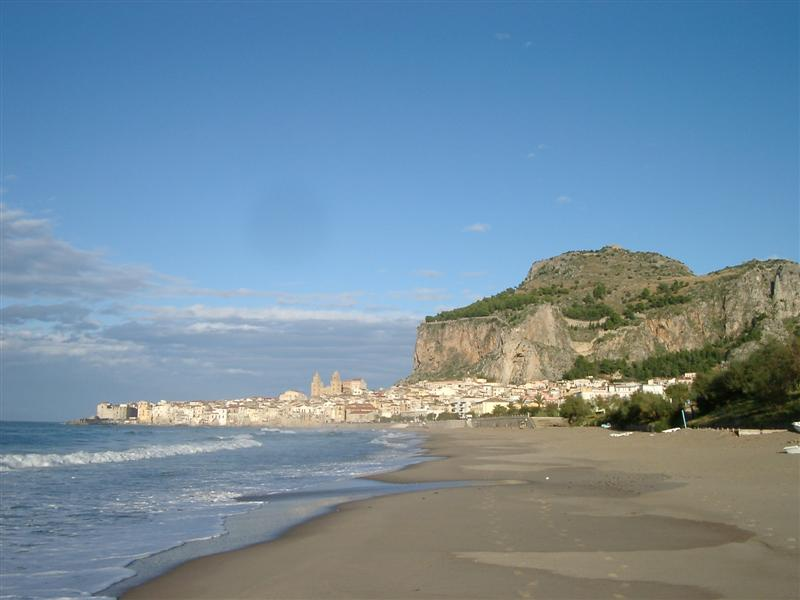
Cefalù
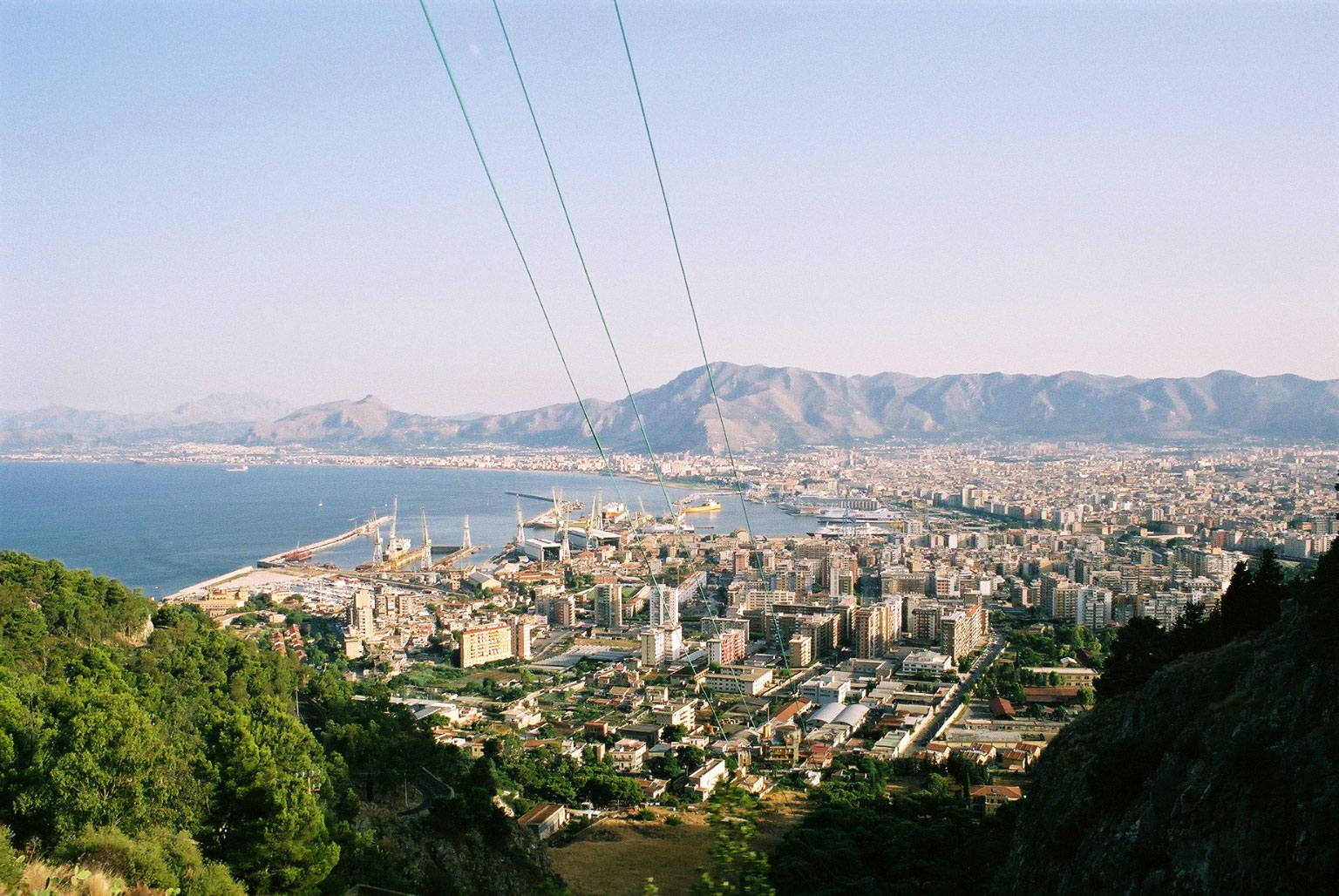
Palermo
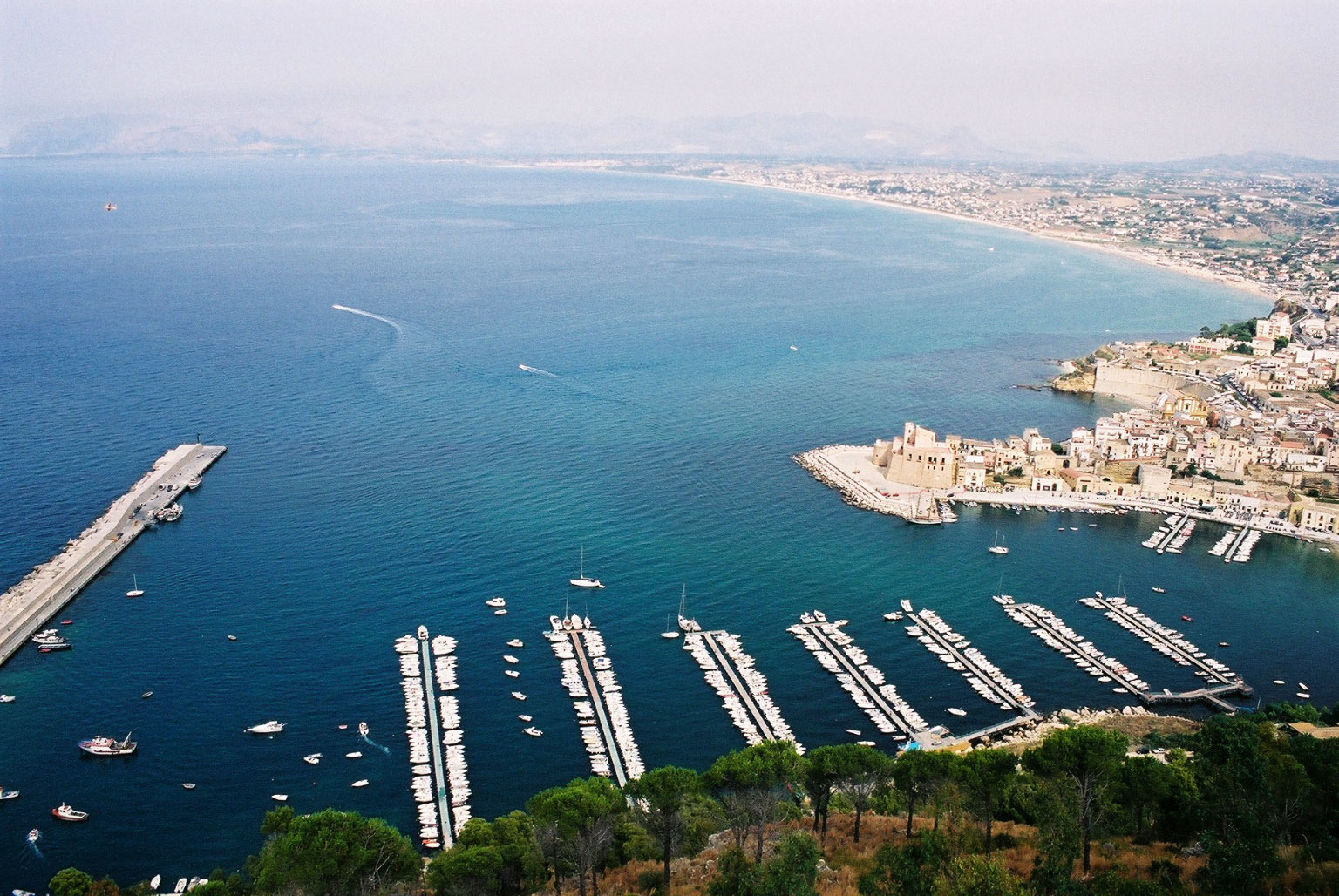
Castellammare del Golfo
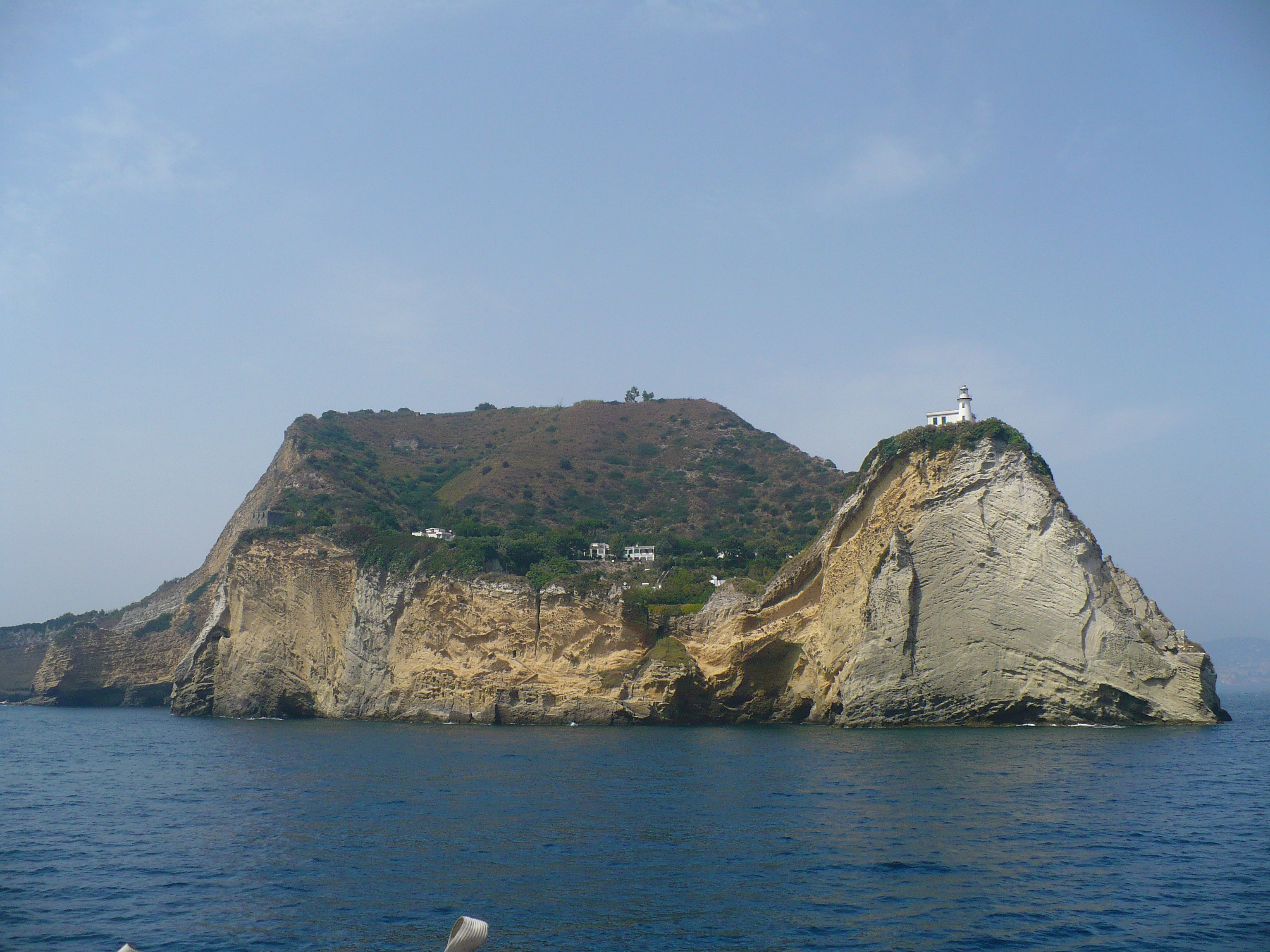
Capo Miseno
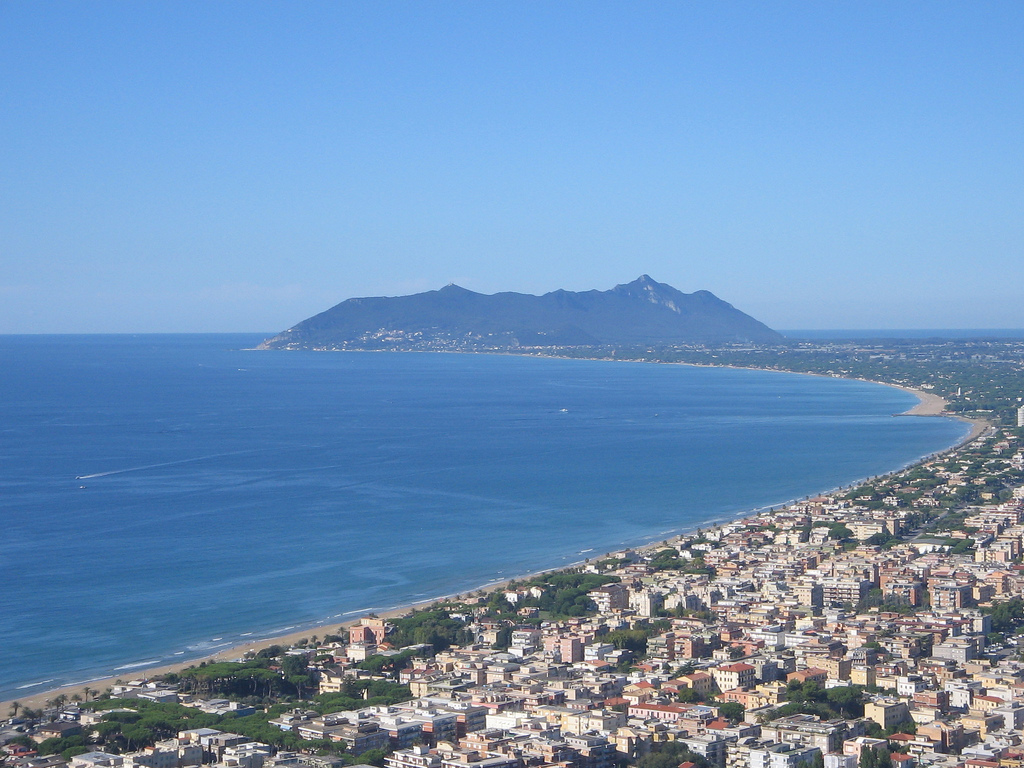
Terracina